# Salsola zygophylla
Salsola zygophylla là loài thực vật có hoa thuộc họ Dền. Loài này được Batt. & Trab. miêu tả khoa học đầu tiên năm 1890.